# Georg Gürich
Georg Gürich (ur. 25 września 1859 w Dobrodzieniu, zm. 16 sierpnia 1938 w Berlinie) – niemiecki geolog i paleontolog, badacz paleozoiku Gór Świętokrzyskich i regionów przyległych oraz prekambru i paleozoiku południowej Afryki.

## Życiorys
Studiował geologię na Uniwersytecie Wrocławskim we Wrocławiu, uzyskując doktorat w 1883, w latach 1884–1891 będąc asystentem profesora Ferdinanda Roemera na macierzystej uczelni. W czasie pracy na Uniwersytecie Wrocławskim odbył kilka wypraw naukowych: do Nigerii (1885), Namibii (1888–1890) i Wenezueli. Od 1891 był nauczycielem szkoły średniej. W 1898 został wybrany na członka Niemieckiej Akademii Przyrodników Leopoldina. W 1910 r. przyjął posadę profesora i w związku z tym przeniósł się do Hamburga, gdzie pracował do emerytury najpierw w Instytucie Kolonialnym, potem na od 1919 jako mianowany profesor na Uniwersytecie Hamburskim. W 1914 wziął udział w kolejnej wyprawie badawczej do Afryki.
W czasie pracy na Uniwersytecie Wrocławskim badał geologię i paleontologię południowej Polski, zwłaszcza Gór Świętokrzyskich, a wyniki tych badań opublikował w monografii "Das Palaeozoicum im polnischen Mittelgebirge" oraz w pracy "Das Devon von Dębnik bei Krakau". W 1890 r. opublikował też mapę geologiczną Śląska "Geologische Übersichts-Karte von Schlesien" w skali 1 : 400 000 (Breslau : J. U. Kern's Verlag, 1890 (Max Müller)) (reprint mapy wydano w 2006 r. w Katowicach w wyd. Arsilesia). W ramach jego badań geologicznych Dolnego Śląska powstała także publikacja "Geologischer Führer in das Riesengebirge" (wyd. Bornträger, Berlin, 1900 r.) poświęcona Karkonoszom. Wyniki jego badań w Afryce ukazały się w pracy "Beiträge zur Geologie von Westafrika", a także w 1933 roku, gdy Gürich opisał skamieniałości znalezione w Namibii. Opublikował także "Das Mineralreich" (Wyd. Neumann, Neudamm, 1899r.)

## Osiągnięcia naukowe
Wśród zasług G. Güricha dla nauki można wymienić między innymi odkrycie występowania kambru w Górach Świętokrzyskich, znalezienie prekambryjskiej fauny w Namibii i przedstawienie pierwszej klasyfikacji tentakulitów. Opisał też liczne taksony zwierząt kopalnych, między innymi rodzaje:
- Antitomis Gürich, 1896, Polyzygia Gürich, 1896, Poloniella Gürich, 1896 (małżoraczki syluru i dewonu z Gór Świętokrzyskich)[7];
- Ceratophyllum Gürich, 1896 (dewońskie koralowce czteropromienne z Gór Świętokrzyskich)[7];
- Craspedarges Gürich, 1901[15] (trylobit dewoński);
- Silesicaris Gürich, 1929[16] (skorupiak wieku prawdopodobnie kambryjskiego[17] z Gór Kaczawskich);
- Rangea Gürich, 1930[18] (zwierzę o niejasnej przynależności systematycznej z ediakaru Namibii);
- Mimetaster Gürich, 1932[19][20] (stawonóg z grupy Marrellomorpha z dewonu Niemiec).

Część zbiorów G. Güricha znajduje się w Muzeum Geologicznym Uniwersytetu Wrocławskiego.

## Upamiętnienie
Na cześć G. Güricha nazwano następujące rodzaje zwierząt: 
- Guerichia Rzehak, 1910[23] (małże dewońskie i karbońskie)[24];
- Guerichicaris Van Straelen, 1933 (= Entomocaris Gürich, 1929 non Whitfield, 1896; skorupiaki dewońskie)[25];
- Guerichina Bouček & Prantl, 1961 (tentakulity dewońskie)[26];
- Guerichosteus Tarlo, 1964[27] (bezszczękowce dewońskie);
- Guerichiella Adamczak, 1968[28] (małżoraczki sylurskie[29], dewońskie[28] i karbońskie[30]);
- Guerichiphyllum Różkowska, 1969[31] (dewońskie korale czteropromienne)

Natomiast nazwa rodzajowa ramienionoga dewońskiego Guerichella Paeckelmann, 1913 jest synonimem obiektywnym (homotypowym) Adolfia Gürich, 1909.
Ponadto na cześć G. Güricha nazwano między innymi następujące gatunki zwierząt i protistów:
- Poterioceras guerichi Sobolew, 1912[33] (głowonóg dewoński, obecna nazwa Gonatocyrtoceras guerichi)[34];
- Asterigerina guerichi Franke, 1912 (otwornica mioceńska, obecna nazwa Asterigerinoides guerichi)[35];
- Velocipes guerichi von Huene, 1932 (dinozaur triasowy, opisany ze Śląska)[36];
- Ellipsocephalus guerichi Orłowski, 1959[37] (trylobit kambryjski, obecna nazwa Kingaspis guerichi)[38];
- Saccammina guerichi Malec, 1992[39] (otwornica dewońska);
- Spirograptus guerichi Loydell, Štorch & Melchin, 1993[40] (graptolit sylurski);
- Grabinopsis guerichi Krawczyński, 2002[41] (ślimak dewoński).

Nazwa gatunkowa ramienionoga dewońskiego Cyrtina guerichi Sobolew, 1909 jest synonimem Reticularia triquetra Gürich, 1896.
Oprócz tego w pracy Plantae Gürichianae, opartej na materiałach zielnikowych zebranych przez G. Güricha w Namibii w latach 1888–1889, opisano kilka nowych gatunków roślin, z czego następujące nazwano na jego cześć:
- Przypołudnik Mesembryanthemum guerichianum Pax[45];
- Wilczomlecz Euphorbia guerichiana Pax[46];
- Krzyżownica Polygala guerichiana Engl.[47];
- Sesamothamnus guerichii (Engl.) E.A.Bruce[48] [≡ Sigmatosiphon guerichii Engl.] z rodziny połapkowatych (Pedaliaceae);
- Phragmanthera guerichii (Engl.) Balle[49] [≡ Loranthus guerichii Engl.] z rodziny gązewnikowatych (Loranthaceae).

Natomiast opisane w tej samej pracy dwa gatunki są obecnie uznawane za synonimy: Ficus guerichiana Engl. za synonim F. ilicina (Sond.) Miq., a Maerua guerichii Pax za synonim M. juncea Pax subsp. juncea.